# اچ‌ام‌اس ادینبرو (۱۶)
اچ‌ام‌اس ادینبورگ (۱۶) (به انگلیسی: HMS Edinburgh (16)) یک زیردریایی بود که طول آن ۶۱۳٫۶ فوت (۱۸۷٫۰ متر) بود. این زیردریایی در سال ۱۹۳۸ ساخته شد.